# Relațiile dintre Rusia și Turcia
Relațiile ruso-turce (în rusă Российско–турецкие отношения, în turcă Rusya–Türkiye ilișkileri) reprezintă relațiile externe bilaterale dintre Rusia și Turcia și dintre statele predecesoare ale acestora. 
Relațiile diplomatice ruso-turce au fost stabilite în 1701, când la Constantinopol a fost deschisă o ambasadă rusă.
Conform datelor din 2015, Turcia este al cincilea partener comercial al Rusiei. În 2014, comerțul total dintre Turcia și Rusia s-a ridicat la aproape 44 miliarde $; Turcia depășind țări ca Belarus, Kazahstan și Ucraina.
Turcia este cel mai mare cumpărător (după Germania) pentru gazul rusesc.
Potrivit unui sondaj BBC World Service poll din 2013, 30% dintre turci considera influența Rusiei ca fiind pozitivă, în timp ce 46% o consideră negativă.

## Relații timpurii. Războaiele ruso-turce
Relațiile Rusiei cu Turcia au devenit încordate încă de la începutul relațiilor bilaterale. Imperiul Otoman a susținut în mod repetat tătarii din Crimeea în campaniile împotriva Rusiei. În 1568 a început primul dintr-o serie de 13 războaie ruso-turce. 8 dintre ele s-au terminat cu victorie pentru Rusia.

## După 1991
Din 1991, după dizolvarea Uniunii Sovietice relațiile dintre cele două țări s-au îmbunătățit, mai ales după 2003, când Recep Tayyip Erdogan a devenit prim-ministru al Turciei. Cu toate acestea, relațiile dintre cele două țări au devenit în general excesiv de tensionate, mai ales după incidentul din noiembrie 2015 când un avion rusesc Suhoi Su-24 a fost doborât de un avion de luptă turc F-16 lângă granița siriano-turcă.

### Doborârea avionului Suhoi Su-24
Un avion de luptă multirol F-16 Fighting Falcon aparținând Forțele Aeriene ale Turciei a doborât un bombardier rusesc Sukhoi Su-24M la 24 noiembrie 2015 lângă granița siriano-turcă după alte câteva incursiuni ruse, în octombrie 2015, în spațiul aerian turc. Ambasadorul turc la ONU, Halit Cevik, a afirmat că nu se cunoștea naționalitatea aeronavei în momentul în care s-a deschis focul. Reacțiile de după acest incident au inclus retorica dură a Rusiei și o încercare a NATO de a tempera situația. Drept răspuns, Rusia a desfășurat crucișătorul Moskva în largul coastei siriene și sisteme de apărare aeriană S-400 la baza sa aeriană din Khmeimim, Siria și a anunțat că "va distruge orice țintă care ar putea amenința avioanele sale de război". Serghei Narîșkin, președintele Dumei de Stat, a declarat că Rusia are dreptul la un răspuns militar după doborârea aeronavei sale.
La 28 noiembrie 2015, Rusia a impus o serie de sancțiuni împotriva Turciei, printre care și un embargo asupra unor bunuri și interzicerea prelungirii contractelor de muncă ale turcilor care lucrează în Rusia.
La 13 decembrie 2015, distrugătorul rus Smetlivy a tras focuri de avertisment către un pescador turc aflat în Marea Egee, lângă insula Lemnos.

## Legături externe
- Relațiile ruso-turce, o sabie cu două tăișuri, Digi24.ro